# Iglesia de San Liborio (Krasnodar)
La Iglesia de San Liborio (en ruso: Церковь Святого Либория) es una iglesia católica en Krasnodar, en Rusia, que depende de la diócesis de Saratov. Se dedica a St. Liboire.
Es en 1880 que los católicos de Ekaterinodar (nombre de Krasnodar en el momento) comenzaron a recaudar fondos para la construcción de una iglesia. La primera piedra de una iglesia dedicada al Santo Rosario y Santa Bárbara fue colocada en 1893 y la iglesia fue consagrada el 15 de junio de 1907 por el obispo Josef Alois Kessler (1862-1933). El número de feligreses, especialmente alemanes y luego polacos, ascendió a 2.500 en 1914. También hay una gran minoría de armenios católicos de Kuban en crecimiento después del genocidio armenio realizado por los otomanos.
La iglesia fue cerrada por las autoridades comunistas en 1937 y se convirtió en un edificio residencial. Después de la caída del comunismo en 1990, la parroquia fue registrada de nuevo en 1992. Recibió una parcela de tierra en 1996 para construir una nueva iglesia, que fue consagrada por el nuncio apostólico a San Liborio, el 14 de noviembre de 1999. Hoy en día la mayoría de los fieles son católicos armenios. Son ayudados por las hermanas de la Congregación de las Siervas de Jesús en la Eucaristía, fundada en 1923 por Monseñor Georges Matulewicz (1871-1927).

## Véase también

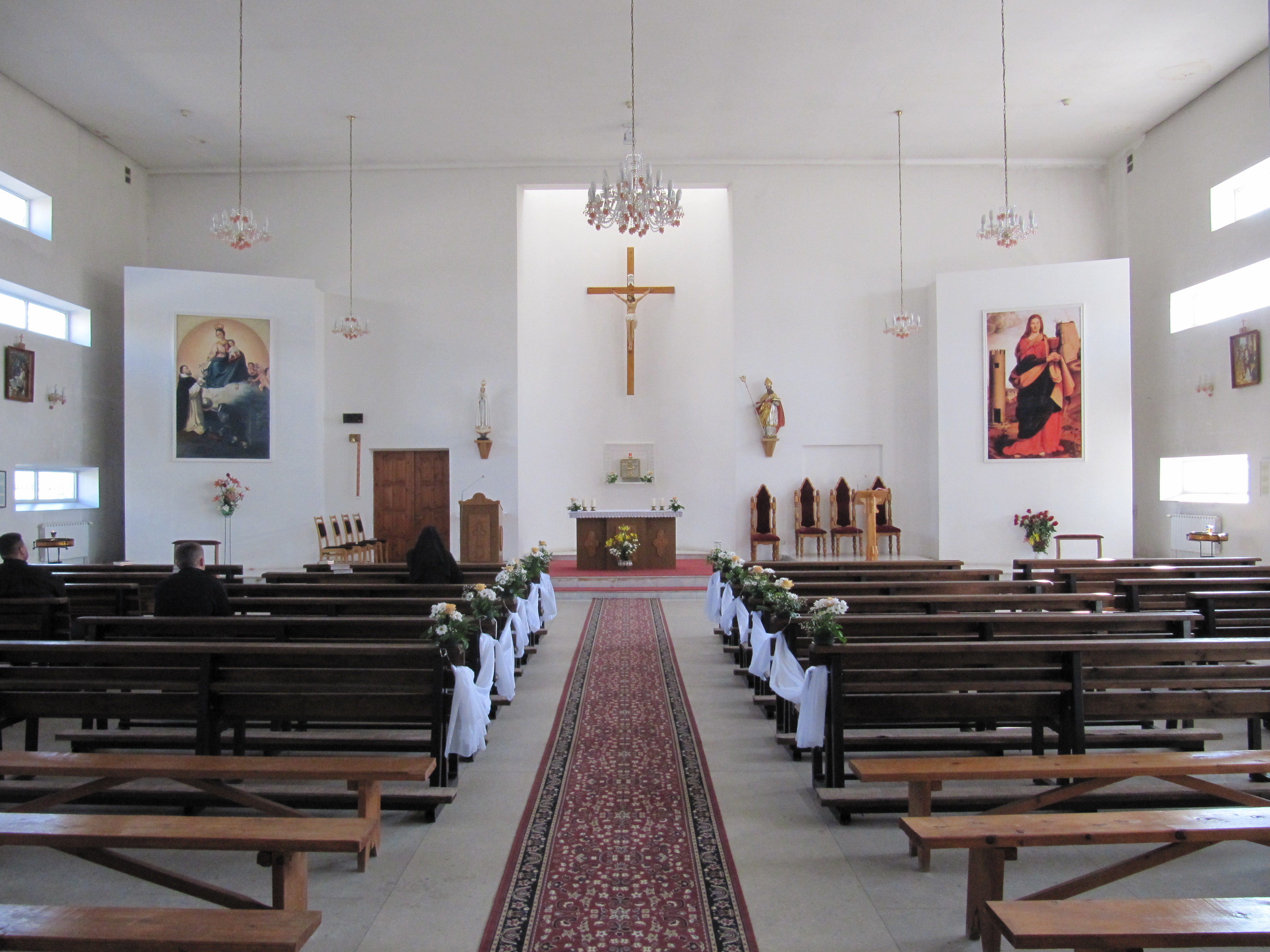
Vista interna del templo